# 1868年
1868年（1868 ねん）は、西暦（グレゴリオ暦）による、水曜日から始まる閏年。

## 他の紀年法
- 干支：戊辰
- 日本（天保暦）
  - 慶応3年12月7日 - 慶応4年1月1日／明治元年1月1日（西暦1月25日） - 明治元年11月18日

（一世一元の詔〈明治元年9月8日＝西暦1868年10月23日行政官布告〉による改元で、公式上は慶応4年1月1日〈西暦1月25日〉に遡って明治元年とされる）
- 清：同治6年12月7日 - 同治7年11月18日
- 朝鮮
  - 李氏朝鮮・高宗5年
  - 檀紀4201年
- 阮朝（ベトナム）：嗣徳20年12月7日 - 嗣徳21年11月18日
- 仏滅紀元：2410年 - 2411年
- イスラム暦：1284年9月6日 - 1285年9月16日
- ユダヤ暦：5628年4月6日 - 5629年4月17日
- 修正ユリウス日(MJD)：3332 - 3697
- リリウス日(LD)：104173 - 104538

※皇紀は、太陽暦採用と共に1873年に施行された。

※檀紀は、大韓民国で1948年9月25日に法的根拠を与えられたが、1961年年号廃止の法令を制定に伴い、1962年1月1日からは公式な場での使用禁止。

## カレンダー
| 1月 |    |    |    |    |    |    |
| 日  | 月 | 火 | 水 | 木 | 金 | 土 |
|     |    |    | 1  | 2  | 3  | 4  |
| 5   | 6  | 7  | 8  | 9  | 10 | 11 |
| 12  | 13 | 14 | 15 | 16 | 17 | 18 |
| 19  | 20 | 21 | 22 | 23 | 24 | 25 |
| 26  | 27 | 28 | 29 | 30 | 31 |    |
|     |    |    |    |    |    |    |

| 2月 |    |    |    |    |    |    |
| 日  | 月 | 火 | 水 | 木 | 金 | 土 |
|     |    |    |    |    |    | 1  |
| 2   | 3  | 4  | 5  | 6  | 7  | 8  |
| 9   | 10 | 11 | 12 | 13 | 14 | 15 |
| 16  | 17 | 18 | 19 | 20 | 21 | 22 |
| 23  | 24 | 25 | 26 | 27 | 28 | 29 |
|     |    |    |    |    |    |    |

| 3月 |    |    |    |    |    |    |
| 日  | 月 | 火 | 水 | 木 | 金 | 土 |
| 1   | 2  | 3  | 4  | 5  | 6  | 7  |
| 8   | 9  | 10 | 11 | 12 | 13 | 14 |
| 15  | 16 | 17 | 18 | 19 | 20 | 21 |
| 22  | 23 | 24 | 25 | 26 | 27 | 28 |
| 29  | 30 | 31 |    |    |    |    |
|     |    |    |    |    |    |    |

| 4月 |    |    |    |    |    |    |
| 日  | 月 | 火 | 水 | 木 | 金 | 土 |
|     |    |    | 1  | 2  | 3  | 4  |
| 5   | 6  | 7  | 8  | 9  | 10 | 11 |
| 12  | 13 | 14 | 15 | 16 | 17 | 18 |
| 19  | 20 | 21 | 22 | 23 | 24 | 25 |
| 26  | 27 | 28 | 29 | 30 |    |    |
|     |    |    |    |    |    |    |

| 5月 |    |    |    |    |    |    |
| 日  | 月 | 火 | 水 | 木 | 金 | 土 |
|     |    |    |    |    | 1  | 2  |
| 3   | 4  | 5  | 6  | 7  | 8  | 9  |
| 10  | 11 | 12 | 13 | 14 | 15 | 16 |
| 17  | 18 | 19 | 20 | 21 | 22 | 23 |
| 24  | 25 | 26 | 27 | 28 | 29 | 30 |
| 31  |    |    |    |    |    |    |
|     |    |    |    |    |    |    |

| 6月 |    |    |    |    |    |    |
| 日  | 月 | 火 | 水 | 木 | 金 | 土 |
|     | 1  | 2  | 3  | 4  | 5  | 6  |
| 7   | 8  | 9  | 10 | 11 | 12 | 13 |
| 14  | 15 | 16 | 17 | 18 | 19 | 20 |
| 21  | 22 | 23 | 24 | 25 | 26 | 27 |
| 28  | 29 | 30 |    |    |    |    |
|     |    |    |    |    |    |    |

| 7月 |    |    |    |    |    |    |
| 日  | 月 | 火 | 水 | 木 | 金 | 土 |
|     |    |    | 1  | 2  | 3  | 4  |
| 5   | 6  | 7  | 8  | 9  | 10 | 11 |
| 12  | 13 | 14 | 15 | 16 | 17 | 18 |
| 19  | 20 | 21 | 22 | 23 | 24 | 25 |
| 26  | 27 | 28 | 29 | 30 | 31 |    |
|     |    |    |    |    |    |    |

| 8月 |    |    |    |    |    |    |
| 日  | 月 | 火 | 水 | 木 | 金 | 土 |
|     |    |    |    |    |    | 1  |
| 2   | 3  | 4  | 5  | 6  | 7  | 8  |
| 9   | 10 | 11 | 12 | 13 | 14 | 15 |
| 16  | 17 | 18 | 19 | 20 | 21 | 22 |
| 23  | 24 | 25 | 26 | 27 | 28 | 29 |
| 30  | 31 |    |    |    |    |    |
|     |    |    |    |    |    |    |

| 9月 |    |    |    |    |    |    |
| 日  | 月 | 火 | 水 | 木 | 金 | 土 |
|     |    | 1  | 2  | 3  | 4  | 5  |
| 6   | 7  | 8  | 9  | 10 | 11 | 12 |
| 13  | 14 | 15 | 16 | 17 | 18 | 19 |
| 20  | 21 | 22 | 23 | 24 | 25 | 26 |
| 27  | 28 | 29 | 30 |    |    |    |
|     |    |    |    |    |    |    |

| 10月 |    |    |    |    |    |    |
| 日   | 月 | 火 | 水 | 木 | 金 | 土 |
|      |    |    |    | 1  | 2  | 3  |
| 4    | 5  | 6  | 7  | 8  | 9  | 10 |
| 11   | 12 | 13 | 14 | 15 | 16 | 17 |
| 18   | 19 | 20 | 21 | 22 | 23 | 24 |
| 25   | 26 | 27 | 28 | 29 | 30 | 31 |
|      |    |    |    |    |    |    |

| 11月 |    |    |    |    |    |    |
| 日   | 月 | 火 | 水 | 木 | 金 | 土 |
| 1    | 2  | 3  | 4  | 5  | 6  | 7  |
| 8    | 9  | 10 | 11 | 12 | 13 | 14 |
| 15   | 16 | 17 | 18 | 19 | 20 | 21 |
| 22   | 23 | 24 | 25 | 26 | 27 | 28 |
| 29   | 30 |    |    |    |    |    |
|      |    |    |    |    |    |    |

| 12月 |    |    |    |    |    |    |
| 日   | 月 | 火 | 水 | 木 | 金 | 土 |
|      |    | 1  | 2  | 3  | 4  | 5  |
| 6    | 7  | 8  | 9  | 10 | 11 | 12 |
| 13   | 14 | 15 | 16 | 17 | 18 | 19 |
| 20   | 21 | 22 | 23 | 24 | 25 | 26 |
| 27   | 28 | 29 | 30 | 31 |    |    |
|      |    |    |    |    |    |    |

## できごと

### 1月
- 1月3日（慶応3年12月9日） - 王政復古の大号令[1]、小御所会議[2]
- 1月16日 - ウィリアム・デーヴィス(William Davis)が冷蔵車の米国特許を取得[要出典]
- 1月17日（慶応3年12月23日）江戸城二の丸が焼失
- 1月21日 - ヨーゼフ・シュトラウスのワルツ『天体の音楽』初演
- 1月27日（慶応4年1月3日） - 戊辰戦争: 鳥羽・伏見の戦い
- 1月28日（慶応4年1月4日） - 戊辰戦争: 阿波沖海戦

### 2月
- 2月4日（慶応4年1月11日） - 神戸事件
- 2月24日 - アンドリュー・ジョンソン米大統領に対する弾劾が米国下院を通過（126対47）
- 2月21日、病の英国首相ダービー卿（保守党）がディズレーリに後事を託し辞職。
- 2月29日 - 英国で第一次ディズレーリ内閣成立
- 2月-3月 - ドイツ関税同盟選挙（ドイツ語版）

### 3月
- 3月8日（慶応4年2月15日） - 堺事件
- 3月9日 - アンブロワーズ・トマ歌劇『ハムレット』初演（オペラ座）
- 3月12日 - エディンバラ公アルフレッド暗殺未遂（ニューサウスウェールズ）
- 3月13日 - ジョンソン米大統領に対する弾劾裁判が米国上院で開始
- 3月16日（慶応4年2月23日）
  - 戊辰戦争: 寛永寺で彰義隊結成
  - 太政官日誌創刊
- 3月17日（慶応4年2月24日） - 中外新聞創刊（柳河春三）
- 3月23日（慶応4年2月30日） - パークス英公使暗殺未遂
- 3月24日 - 米国でメトロポリタン生命保険会社設立

### 4月
- 4月6日（慶応4年3月14日） - 明治天皇が五箇条の御誓文を発する。
- 4月9日-4月13日、イギリス・エチオピア戦争（英語版）： マグダラの戦い（英語版）

### 5月
- 5月3日（慶応4年4月11日） - 戊辰戦争: 江戸開城
- 5月11日（慶応4年4月19日） - 戊辰戦争: 宇都宮城の戦い
- 5月16日 - ジョンソン米大統領に対する弾劾が不成立（1票差）
- 5月24日（慶応4年閏4月3日） - 江湖新聞創刊（福地源一郎）

### 6月
- 6月1日（慶応4年閏4月11日） - もしほ草創刊（岸田吟香ら）
- 6月10日（慶応4年閏4月20日） - 戊辰戦争: 会津戦争
- 6月11日（慶応4年閏4月21日） - 政体書発布
- 6月19日 - ヨハン・シュトラウス2世のワルツ『ウィーンの森の物語』初演
- 6月21日（慶応4年5月2日）
  - 戊辰戦争: 北越戦争
  - ワーグナー歌劇『ニュルンベルクのマイスタージンガー』初演（ミュンヘン）
- 6月22日（慶応4年5月3日） - 戊辰戦争: 奥羽列藩同盟成立

### 7月
- 7月4日（慶応4年5月15日）
  - 戊辰戦争: 上野戦争
  - 太政官札発行
- 7月8日（慶応4年5月19日） - 戊辰戦争: 北越戦争、長岡城陥落
- 7月9日 - 米国憲法修正第14条が批准

### 8月
- 8月4日（慶応4年6月16日） - 戊辰戦争: 磐城の戦い
- 8月13日 - ペルー（当時）アリカで大地震（M9.1、死者25,000名）
- 8月18日 - ピエール・ジャンサンが太陽光の中に未知の元素を示す輝線スペクトルを発見（後にヘリウムと同定）
- 8月23日 - 清国揚州で反キリスト教暴動（揚州教案）

### 9月
- 9月3日（慶応4年7月17日） - 江戸ヲ称シテ東京ト為スノ詔書
- 9月15日（慶応4年7月29日） - 戊辰戦争: 二本松の戦い、二本松城が陥落
- 9月23日 - ラレスの叫び(Grito de Lares): プエルトリコがスペインからの独立を宣言、鎮圧される
- 9月27日 - アルコレアの戦い(Battle of Alcolea): スペインでクーデター軍が王党派軍を撃破
- 9月30日 - スペイン女王イサベル2世がフランスへ亡命

### 10月
- 10月1日 - タイ王国でラーマ5世即位
- 10月7日 - コーネル大学開校
- 10月10日 - 第一次キューバ独立戦争勃発
- 10月12日（慶応4年8月27日） - 明治天皇即位大礼
- 築地ホテル館完成（慶応4年8月）
- 10月23日（慶応4年9月8日／明治元年9月8日） - 元号が慶応から明治に改元（一世一元の詔）

### 11月
- 11月1日（明治元年9月17日） - 観音埼燈台着工（1949年に灯台記念日と制定）
- 11月2日 - 史上初の標準時を英国ニュージーランド植民地が導入
- 11月3日 - 米大統領選挙でユリシーズ・グラントが勝利
- 11月26日（明治元年10月13日） - 東幸: 明治天皇が東京入りして江戸城を皇居と治定し東京城と改称
- 11月27日 - ウォシタ川の戦い

### 12月
- 12月2日 - 11月末の解散総選挙（英語版）の結果、第一次ディズレーリ内閣が総辞職
- 12月4日（明治元年10月21日） - 戊辰戦争: 箱館戦争
- 12月9日 - 英国でグラッドストンを首相とする第一次グラッドストン内閣（自由党）成立
- 12月19日（明治元年11月6日） - 東幸: 東幸を祝し明治天皇が東京府民に酒約三千樽を下賜（天盃頂戴）

### 日付不詳
- イギリスにおいて世界初の投資信託である「海外植民地投信（Foreign & Colonial Investment Trust）」が設立。
- イギリス、西オーストラリアへの流刑を廃止。
- 4月、土佐藩が城下の新市町にて、藩史上初めて浄瑠璃芝居の興業許可を出す[3]。

## 誕生
- 1月10日（慶応3年12月16日）- 尾崎紅葉、小説家（+ 1903年）
- 1月11日 - 蔡元培、教育者（+ 1940年）
- 1月11日 - シルバー・キング、メジャーリーガー（+ 1938年）
- 1月16日 - アーミン・ロイシュナー、天文学者（+ 1953年）
- 1月18日（慶応3年12月24日） - 鈴木貫太郎、海軍軍人・第42代内閣総理大臣（+ 1948年）
- 1月24日（慶応3年12月30日） - 斎藤緑雨、小説家・評論家（+ 1904年）
- 1月25日 - フベンティーノ・ローサス、作曲家（+ 1894年）
- 1月31日 - セオドア・リチャーズ、物理化学者（+ 1928年）
- 2月8日 - 第2代ロスチャイルド男爵ウォルター・ロスチャイルド、動物学者（+ 1937年）
- 2月14日（慶応4年1月20日） - 岡田啓介、海軍軍人・第31代内閣総理大臣（+ 1952年）
- 2月23日 - W・E・B・デュボイス、公民権運動指導者（+ 1963年）
- 3月1日 - ゾフィー・ホテク、オーストリア＝ハンガリー帝国皇太子フランツ・フェルディナント大公の妃（+ 1914年）
- 3月3日（慶応4年2月10日） - 新海竹太郎、彫刻家（+ 1927年）
- 3月22日 - ロバート・ミリカン、物理学者（+ 1953年）
- 3月22日 - アルフレッド・ファウラー、天文学者（+ 1940年）
- 3月28日 - マクシム・ゴーリキー、作家（+ 1936年）
- 3月30日 - コロマン・モーザー、美術家・デザイナー（+ 1918年）
- 3月31日 - ジャック・スティベッツ、メジャーリーガー（+ 1930年）
- 4月1日 - エドモン・ロスタン、劇作家（+ 1918年）
- 4月12日（慶応4年3月30日） - 秋山真之、海軍軍人・日露戦争における第一艦隊参謀（後に先任参謀）（+ 1918年）
- 4月20日 - シャルル・モーラス、アクション・フランセーズ主催者（+ 1952年）
- 4月22日 - ジョゼ・ヴィアナ・ダ・モッタ、ピアニスト・作曲家（+ 1948年）
- 4月23日（慶応4年4月1日） - 関根金次郎、将棋棋士（+ 1946年）
- 4月28日 - ヘルマン・リーツ、教育者（+ 1919年）
- 5月6日 - ガストン・ルルー、小説家（+ 1927年）
- 5月6日 - 陸奥イソ、作家、伯爵夫人（+1930年）
- 5月10日 - エド・バロー、メジャーリーグ監督（+ 1953年）
- 5月14日 - マグヌス・ヒルシュフェルト、医師・性科学者（+ 1935年）
- 5月18日 - ニコライ2世、ロシアのツァーリ（+ 1918年）
- 5月19日 - ジョン・フィルモア・ヘイフォード、アメリカ合衆国の測地学者（+1925年）
- 5月26日（慶応4年閏4月5日）- 内田魯庵、小説家（+ 1929年）
- 5月29日 - アブデュルメジト2世、オスマン帝国のカリフ（+ 1944年）
- 6月4日 - ヘンリエッタ・スワン・リービット、天文学者（+ 1921年）
- 6月5日 - ジェームズ・コノリー、アイルランドの民族主義運動家（+ 1916年）
- 6月6日 - ロバート・スコット、南極探険家（+ 1912年）
- 6月7日 - チャールズ・レニー・マッキントッシュ、建築家（+ 1928年）
- 6月14日 - カール・ラントシュタイナー、生物学者（+ 1943年）
- 6月18日 - ホルティ・ミクローシュ、オーストリア＝ハンガリー帝国の軍人・ハンガリー摂政（+ 1957年）
- 6月19日 - ハインリヒ・シェンカー、音楽学者（+ 1935年）
- 6月29日（慶応4年5月10日）- 瀬戸口藤吉、「軍艦マーチ」などで知られる作曲家（+ 1941年）
- 7月14日 - ガートルード・ベル、イラク建国の立役者として有名なイギリスの女性情報員（+ 1926年）
- 7月16日（慶応4年5月27日）- 広瀬武夫、日本海軍の中佐（+ 1904年）
- 7月30日 - アルフレート・ヴェーバー、社会学者・経済学者（+ 1958年）
- 8月2日 - コンスタンティノス1世、ギリシャ王（+ 1923年）
- 8月6日 - ポール・クローデル、詩人・劇作家・外交官（+ 1955年）
- 8月9日（慶応4年6月21日） - 宇垣一成、陸軍軍人・政治家（+ 1956年）
- 8月10日 - フーゴー・エッケナー、航空機技術者・実業家（+ 1954年）
- 8月13日（慶応4年6月25日）- 福澤桃介、実業家・政治家（+ 1938年）
- 8月25日（慶応4年7月8日）- 山田美妙、小説家（+ 1910年）
- 9月21日 - オリガ・クニッペル、女優（+ 1959年）
- 10月8日（慶応4年8月23日）- 原富太郎、財界人・茶人（+ 1939年）
- 10月28日 - フレデリック・ランチェスター、自動車工学・航空工学技術者（+ 1946年）
- 10月30日（明治元年9月15日） - 大森房吉、地震学者（+ 1923年）
- 11月2日（明治元年9月18日）- 横山大観、日本画家（+ 1958年）
- 11月11日 - エドゥアール・ヴュイヤール、画家（+ 1940年）
- 11月22日 - ジョン・N・ガーナー、第32代アメリカ合衆国副大統領（+ 1967年）
- 11月28日 - フランティシェク・ドルドラ、ヴァイオリニスト（+ 1944年）
- 12月4日 - エドワード・ガントレット、言語学者（+ 1956年）
- 12月4日 - ジェシー・バーケット、野球選手 （+ 1953年）
- 12月5日 - アーノルト・ゾンマーフェルト、物理学者（+ 1951年）
- 12月8日（明治元年10月25日） - 徳富蘆花、小説家（+ 1927年）
- 12月9日 - フリッツ・ハーバー、化学者（+ 1934年）
- 12月20日 - ハーベイ・ファイアストーン、実業家・ファイアストン社創業者（+ 1938年）
- 12月24日 - エマーヌエール・ラスカー、数学者・チェスプレイヤー（+ 1941年）
- 12月29日（明治元年11月16日）- 北村透谷、文芸評論家・詩人（+ 1894年）

## 死去
- 1月28日 - アーダルベルト・シュティフター、画家・小説家（* 1805年）
- 1月30日（慶応4年1月6日）- 蜂須賀斉裕、第13代徳島藩主（* 1821年）
- 2月5日（慶応4年1月12日）- 浅野斉粛、第9代広島藩主（* 1817年）
- 2月5日（慶応4年1月12日）- 佐々木只三郎、京都見廻組隊士（* 1833年）
- 2月10日 - ディヴィッド・ブリュースター、物理学者（* 1781年）
- 2月11日 - レオン・フーコー、物理学者（* 1819年）
- 2月15日 - ウィリアム・ドーズ、天文学者（* 1799年）
- 2月20日 - ジョセフ・リード・インガーソル、在イギリスアメリカ合衆国公使（* 1786年）
- 2月29日 - ルートヴィヒ1世、バイエルン王（* 1786年）
- 3月2日（慶応4年2月9日）－滝善三郎、備前藩第三砲兵隊長（*1837年）
- 3月15日（慶応4年2月22日）- 神保修理、会津藩士（* 1834年）
- 3月26日（慶応4年3月3日） - 相楽総三、赤報隊隊長（* 1839年）
- 3月28日 ジェイムズ・ブルーデネル (第7代カーディガン伯爵) - イギリスの陸軍軍人、政治家（* 1797年）
- 4月3日 - フランツ・アドルフ・ベルワルド、作曲家（* 1796年）
- 4月7日（慶応4年3月15日）- 川路聖謨、江戸幕府勘定奉行・外国奉行（* 1801年）
- 4月13日 テオドロス2世、エチオピア皇帝（* 1818年）
- 4月16日（慶応4年3月24日）- 寺門静軒、儒学者（* 1796年）
- 4月27日（慶応4年4月5日）- 徳川慶篤、第10代水戸藩主（* 1832年）
- 5月7日 ヘンリー・ブルーム (初代ブルーム＝ヴォークス男爵) - イギリスの政治家（* 1778年）
- 5月17日（慶応4年4月25日） - 近藤勇、新選組局長（* 1834年）
- 5月27日（慶応4年閏4月6日）- 小栗忠順、江戸幕府勘定奉行・軍艦奉行（* 1827年）
- 5月29日 - レヴィ・リンカーン、マサチューセッツ州知事・アメリカ合衆国下院議員（* 1782年）
- 6月1日 - ジェームズ・ブキャナン、第15代アメリカ合衆国大統領（* 1791年）
- 6月11日 - ジェームズ・ブルック[4]、探検家（* 1803年）
- 6月14日 - クロード・プイエ、物理学者（* 1791年）
- 6月20日（慶応4年5月1日）- 溶姫、加賀藩主前田斉泰正室（* 1813年）
- 6月25日 - カルロ・マテウッチ、物理学者（* 1811年）
- 7月19日（慶応4年5月30日）－沖田総司、新選組一番隊組長（*1842年?）
- 8月29日 - クリスチアン・シェーンバイン、化学者（* 1799年）
- 9月26日 - アウグスト・フェルディナント・メビウス、数学者・天文学者（* 1790年）
- 10月1日（慶応4年8月16日）- 河井継之助、長岡藩家老（* 1827年）
- 10月1日 - ラーマ4世、シャム王（* 1804年）
- 10月9日 - ハウエル・コブ、第22代アメリカ合衆国財務長官・アメリカ連合国臨時議会議長（* 1815年）
- 10月13日（慶応4年8月28日）- 橘曙覧、歌人（* 1812年）
- 10月17日 - ローラ・セコール、カナダの王党派活動家（* 1775年）
- 10月27日 - アレクサンドル・ヴァレフスキ、フランス第二帝政期の政治家（* 1810年）
- 11月7日（明治元年9月23日）- 神保内蔵助、会津藩家老（* 1816年）
- 11月13日（明治元年9月29日）
  - ジョアキーノ・ロッシーニ、作曲家（* 1792年）
  - デイヴィッド・トッド、第25代オハイオ州知事（* 1805年）
- 11月15日 - ジャコブ・マイエール・ド・ロチルド、銀行家 • 貴族（* 1792年）
- 12月6日 - アウグスト・シュライヒャー、言語学者（* 1821年）
- 11月1日 -久保豊三郎、二本松少年隊士。